# Waun Mawn
Waun Mawn (« tourbière » en gallois) est le site d'un ancien cromlech du Néolithique démantelé, situé dans les collines Preseli du Pembrokeshire, dans l'ouest du Pays de Galles.

## Description
Le diamètre de l'ancien cercle de pierres est estimé à 110 mètres. Il reste quatre pierres sur le site, deux debout et deux couchées. Les pierres doléritiques qui composaient le cercle ont probablement été extraites du Carn Menyn (en), situé à proximité.

## Analyse
À la fin des années 2010, des fouilles archéologiques ont fait un lien avec Stonehenge, classé au Patrimoine mondial, qui est un cromlech équivalent, 200 km plus à l'est. Il semble que Stonehenge ait été construit avec les pierres d'origine de Waun Mawn, et ce déplacement serait lié à une migration (la composition isotopique du strontium dentaire de restes humains trouvés près de Stonehenge indique que cette population provenait des collines de Preseli),.